# قطعنامه ۹۴۹ شورای امنیت
قطعنامه ۹۴۹ شورای امنیت سازمان ملل متحد که در تاریخ ۱۵ اکتبر ۱۹۹۴ تصویب شد، سندی بین‌المللی دربارهٔ عراق-کویت است. این قطعنامه طی نشست ۳۴۳۸ام با ۱۵ رای موافق، ۰ مخالف و ۰ ممتنع تصویب شد.